# Viktor Frölke
Viktor Frölke (Eindhoven, 1967) is een Nederlandse schrijver en filosoof. Hij was tevens werkzaam als journalist, correspondent in New York, 'liefdesdominee' en postbode.

## Biografie
Frölke groeide op in Eindhoven, studeerde filosofie aan de Universiteit van Amsterdam en volgde de Postdoctorale Opleiding Journalistiek aan de Erasmusuniversiteit in Rotterdam. 
Na zijn studie schreef hij over muziek, film en filosofie voor onder andere NRC Handelsblad, de Filmkrant en Filosofie Magazine. Zijn eerste stappen in de literatuur zette hij met een verhaal voor het literaire tijdschrift De Tweede Ronde (1996). In 1996 vertrok hij naar New York en werd er correspondent voor Het Parool. Hij maakte er reportages voor Elsevier en Quote en radiodocumentaires voor de VARA en de VPRO, waarna hij correspondent werd voor NRC Handelsblad en er onder meer 9/11 versloeg. 
Terug in Nederland schreef hij reportages en essays voor uitlopende bladen en publiceerde hij een kort verhaal in Tirade. Frölke schreef in Esquire een vol decennium over de liefde. Dat resulteerde in de door hem opgerichte Church of the Good Life, waarvoor hij als zelfbenoemde liefdesdominee het land afreisde om aanstaande echtgenoten ritueel-romantisch in de echt te verbinden. 
In 2008 verscheen zijn debuutroman FAKE (J.M. Meulenhoff) over een Nederlandse advocaat in New York die zijn gezin verlaat om een nieuw leven te beginnen. Hij schreef oorlogsmemoires in opdracht en tekende als ghostwriter de gruwelijke ervaringen op van de Libiër Ashraf El Hojouj  (Khadaffi’s zondebok, Meulenhoff, 2010). Frölke’s tweede literaire boek Zalig uiteinde verscheen bij uitgeverij Thomas Rap (2013), een ontwikkelingsroman over een Brabantse jongen die de liefde en de lust ontdekt en groots en meeslepend wil leven.  
In 2016 verscheen Dagboek van een postbode (Thomas Rap), tragikomische berichten uit zijn leven in dienst van PostNL. Dit boek veroorzaakte commotie in de media en het ontslag van de auteur als postbesteller.
De roman Het dispuut (Thomas Rap) zag het licht in augustus 2017. Hierin wordt de wereld van het studentencorps opgeroepen vanuit het perspectief van een student wijsbegeerte, die zijn corpsgenoten na een ernstig incident besluit ter verantwoording te roepen.
Viktor Frölke is getrouwd met de fotografe Anne Reinke en heeft drie kinderen (van wie één uit een eerder huwelijk).